# Termometr bimetalowy

Schemat termometru bimetalicznego

Termometr bimetaliczny – termometr, w którym pomiar temperatury odbywa się za pomocą układu bimetalicznego wewnątrz czujnika termometrycznego. Element bimetaliczny to dwa nierozerwalnie połączone paski różnych metali. Każdy z metali ma inny współczynnik rozszerzalności cieplnej, dzięki czemu element zmienia krzywiznę przy zmianie jego temperatury. Sam system bimetaliczny składa się z paska bimetalicznego zwiniętego śrubowo albo spiralnie, zależnie od rozmiaru czujnika i mierzonej temperatury. 
Stosowany jest np. w piekarnikach z przezroczystą szybą.
W praktyce termometry te cechują się małą dokładnością.  